# Маунт Вернон (Вашингтон)
Маунт Вернон (енгл. Mount Vernon) град је у америчкој савезној држави Вашингтон. По попису становништва из 2010. у њему је живело 31.743 становника.

## Демографија
Према попису становништва из 2010. у граду је живело 31.743 становника, што је 5.511 (21,0%) становника више него 2000. године.
| Група             | 2000.          | 2010.          |
| Белци             | 17.950 (68,4%) | 18.935 (59,7%) |
| Афроамериканци    | 192 (0,7%)     | 323 (1,0%)     |
| Азијати           | 676 (2,6%)     | 846 (2,7%)     |
| Хиспаноамериканци | 6.589 (25,1%)  | 10.686 (33,7%) |
| Укупно            | 26.232         | 31.743         |